# Відзнака Військового фонду Єлизавети Терезії
Відзнака Військового фонду Єлизавети Терезії (нім. Die Dekoration der Elisabeth-Theresien-Militärstiftung, угор. Az Erzsébet Terézia Katonai Alapítvány Jelvénye) ― австрійська та австро-угорська відзнака для офіцерів-ветеранів, що існувала з 1749 по 1918 рік.

## Історія

Єлизавета Христина Брауншвейг-Вольфенбюттельська

Фонд був створений 1 квітня 1749 р. За заповітом вдови римсько-німецького імператора Карла VI Єлизавети Христини (1691-1750), яка щорічно виділяла пенсію в розмірі 16 000 флоринів, які мали бути розподілені серед 20 видатних офіцерів-ветеранів армії Габсбургів, які прослужили в лавах не менше 30 років, досягли звання полковника та отримали спеціальний нагрудний знак фонду.
Дочка Карла VI та Єлизавети Христини, імператриця-королева Марія Терезія, реорганізувала цей фонд 16 листопада 1771 року саме тому фонд називався на честь матері і дочки нім. Elisabeth-Theresianische-Militärstiftung (Військовий фонд Єлизавети Терезії). Це дозволило 21 ветерану отримати відзнаку та відповідну пенсію незалежно від релігії та соціального походження.
Змін зазнав розмір щорічної пенсії: шість ветеранів отримали 1000 гульденів, вісім ветеранів 800 гульденів та сім 500 гульденів. Релігія нагороджених не мала значення. Оцікувалося, що католики будуть молитися тричі на день «Отче наш», «Радуйся, Маріє» за душу покійної Єлизавети Христини, а за наміром тодішнього правителя лицарі інших конфесій мали заплатити три дукати на допомогу бідним.
Святом фонду був день св. Єлизавети ― 19 листопада. Його ніколи не святкували, але у придворній церкві св. Августинія у Відні відбувалася урочиста меса.
Проголошена в 1918 році, Німецька Австрія, 16 вересня того ж року розпустила фонд, і нагрудний знак більше не присуджувався.
Всього 362 людини носили відзнаку фонду, останні з яких померли в 1923 році.

## Дизайн відзнаки
Значок являв собою восьмикутну золоту зірку з променями, червоно-білого кольору, в центрі розташовувався овальний медальйон. На медальйоні зображена австрійська імператорська корона з ініціалами засновників: «ЄС» (Єлизавета) та «MT» (Марія Терезія). Корону оточує девіз: «лат. М. THERESIA PARENTIS GRATIAM PERENNEM VOLUIT». У верху нагороди розміщено австрійську імператорську корону. Значок носили на лівому боці грудей на чорній трикутній стрічці.